# Niebylec
Niebylec è un comune rurale polacco del distretto di Strzyżów, nel voivodato della Precarpazia.
Ricopre una superficie di 104,37 km² e nel 2004 contava 10 624 abitanti.